# Hadronomas
 (avril 2016).
Si vous disposez d'ouvrages ou d'articles de référence ou si vous connaissez des sites web de qualité traitant du thème abordé ici, merci de compléter l'article en donnant les références utiles à sa vérifiabilité et en les liant à la section « Notes et références ».
Genre
Espèce
Hadronomas est un genre éteint de Sthenurinae (ordre des Marsupialia) ayant vécu du Miocène supérieur jusqu'à presque la fin du Pléistocène, en Australie, il y a 11 millions d'années à 40 000 ans. La seule espèce connue est Hadronomas puckridgei. Ce genre descend de Balbaroo, le premier représentant des Sthenurinae.

## Systématique
Le genre Hadronomas et l'espèce Hadronomas puckridgei ont été décrits en 1967 par Michael O. Woodburne (d).